# Tamara Alexejewna Samotailowa
Tamara Alexejewna Samotailowa (russisch Тамара Алексеевна Замотайлова; * 11. Mai 1939 in Mishenka, Sowjetunion) ist eine ehemalige russische Kunstturnerin.

## Karriere
Samotailowa, die in den frühen 1960er Jahren von ihrem Geburtsnamen Ljuchina ihren heutigen Nachnamen annahm, wurde 1961 sowjetische Meisterin im Einzelmehrkampf und am Boden sowie Dritte im Sprung. Bei den Olympischen Spielen 1960 in Rom gewann sie Gold im Mannschaftsmehrkampf sowie Bronze am Boden und am Stufenbarren. Vier Jahre später bei den Spielen in Tokio verteidigte sie mit der sowjetischen Mannschaft den Mannschaftstitel und belegte im Einzelmehrkampf den 13. Platz.
1961 gewann sie bei der Universiade Silber im Einzelmehrkampf. Sie schloss 1963 ihr Studium an der Staatlichen Universität Woronesch ab und 1988 am Woronesch Institute of Physical Education. Nach ihrer aktiven Laufbahn war sie als Trainerin und Kampfrichterin tätig.
Für ihre Verdienste erhielt sie 1960 den Orden Zeichen der Ehre, 1971 wurde sie zur Verdienten Meisterin des Sports der UdSSR ernannt und 1992 zur Verdienten Trainerin Russlands ausgezeichnet. 1996 erhielt sie den Orden der Freundschaft.